# Hunger Games (film)
Hunger Games je americký dobrodružný film natočený v roce 2012 podle knihy Aréna smrti. K roku 2013 celosvětově utržil přes 691 milionů dolarů a stal se nejvýdělečnějším filmem studia Lionsgate. Hlavní postavu Katniss Everdeenovou ztvárnila Jennifer Lawrenceová, dalšími obsazenými herci byli Liam Hemsworth a Josh Hutcherson.
Příběh se odehrává v postapokalyptické budoucnosti v zemi Panem, kde určení chlapci a dívky ve věku od 12 do 18 let musí bojovat v Hladových hrách (Hunger Games), každoroční událostí, která je živě natáčena a promítána do všech krajů a ve které ti „vyvolení“ musí bojovat na smrt, dokud nezbude jeden vítěz. Katniss Everdeen (Lawrenceová) se do hry přihlásí dobrovolně, protože jinak by se jich musela zúčastnit její mladší sestra Prim. Spolu s chlapcem z jejího kraje Peetou Mellarkem (Hutcherson) cestuje do hlavního města Kapitolu, kde se budou Hladové hry konat.

## Obsah
V troskách bývalé Severní Ameriky se rozkládá země Panem s nablýskaným hlavním městem Kapitolem a dvanácti okolními kraji. Hlavní postavy Katniss a Peeta patří do dvanáctého kraje a Kapitol jim vládne krutou a tvrdou rukou. Poslušnost si udržuje kláním Hladových her – zvrácenou televizní reality show, ve které každoročně jedna dívka a jeden chlapec z každého kraje nedobrovolně bojují o život. Šestnáctiletá Katniss chce zachránit svou sestru, která byla vylosována a nabídne svou účast dobrovolně. Do her je také vylosován Peeta Mellark, pekařův syn, který kdysi zachránil Katnissinu rodinu před hladem. Jako jejich mentor je zvolen Haymitch z dvanáctého kraje, bývalý vítěz her, který však časem ztrpkl a stal se z něj alkoholik.
Katniss a Peeta se dostávají do Kapitolu, kde se potkávají se svými protivníky. Před tím, než vstoupí do arény a reality show začne, jsou její účastníci veřejně představeni publiku. V přímém přenosu se tu Peeta přizná k dlouholeté, neopětované lásce ke Katniss. Katniss je přesvědčena, že Peeta se tak snaží získat přízeň u publika, která může být pro přežití rozhodující, neboť publikum může svým favoritům posílat dary.
Katniss v aréně přežívá díky umění lovu a orientace v terénu. Počet protihráčů se stále snižuje, Katniss a Peeta ale zůstávají naživu. Díky zamilovanému obrazu Katniss a Peety se mění pravidla a uprostřed her je oznámeno, že vítězem může být i pár ze stejného kraje. Katniss se vydá Peetu hledat, společně čelí nástrahám svých protivníků i tvůrců reality show. Katniss a Peeta využijí toho, že působí jako zamilovaný pár, aby získali větší popularitu a tím také přízeň sponzorů.
Konce reality show se skutečně oba dočkají. Kapitol však chce opět měnit pravidla a snaží se Katniss a Peetu přinutit, aby ve velkém finále usilovali jeden druhému o život, neboť vítěz může být jen jeden. Oba následně pohrozí sebevraždou v naději, že Kapitol bude mít přece jen raději dva vítěze než žádného, a tato lest jim skutečně vyjde. Katniss a Peeta jsou tedy prohlášeni za vítěze 74. ročníku Hladových her.
Haymitch varuje Katniss, že si s jejím zobrazením vzdoru vytvořila mocné nepřátele. Prezident Snow se dívá na záznamy o triumfálním návratu vítězů domů a zvažuje situaci.

## Obsazení
| Jennifer Lawrenceová | Katniss Everdeen          |
| Josh Hutcherson      | Peeta Mellark             |
| Liam Hemsworth       | Gale Hawthorne            |
| Woody Harrelson      | Haymitch Abernathy        |
| Elizabeth Banksová   | Effie Trinket             |
| Lenny Kravitz        | Cinna                     |
| Stanley Tucci        | Caesar Flickerman         |
| Donald Sutherland    | prezident Coriolanus Snow |
| Wes Bentley          | Seneca Crane              |
| Amandla Stenberg     | Rue                       |
| Alexander Ludwig     | Cato                      |
| Isabelle Fuhrman     | Clove                     |
| Jack Quaid           | Marvel                    |
| Leven Rambin         | Glimmer                   |
| Toby Jones           | Claudius Templesmith      |
| Dayo Okeniyi         | Thresh                    |
| Jacqueline Emerson   | Foxface                   |
| Paula Malcomson      | matka Katniss Everdeen    |
| Willow Shields       | Primrose Everdeen         |

## Pokračování
Dne 8. srpna 2011, stále během natáčení filmu, studio Lionsgate oznámilo, že filmová adaptace druhé knihy z trilogie Hunger Games, s názvem Hunger Games: Vražedná pomsta, bude v kinech od 22. listopadu 2013. V listopadu 2011 Lionsgate začala jednat se scenáristou Simonem Beaufoyem, aby přizpůsobil novelu pro film, protože Ross a Collins od druhého dílu odstoupili kvůli vytížení. Výroba filmu začala v létě 2012 a Garyho Rosse na režisérské židli vystřídal Francis Lawrence. Dne 6. května 2012 bylo hlášeno, že Michael Arndt bude přepisovat scénář pro Vražednou pomstu. Arndt byl oficiálně ohlášen jako nový scenárista dne 24. května 2012.
V červenci 2012 byla ohlášena data vydání pro dva filmy, které jsou založeny na poslední knize Mockingjay (česky Hunger Games: Síla vzdoru). První část s názvem Hunger Games: Síla vzdoru 1. část měla premiéru 21. listopadu 2014 a Hunger Games: Síla vzdoru 2. část dne 20. listopadu 2015. Lawrenceová, Hutcherson, Hemsworth a Harrelson podepsali smlouvy na všechny filmy.
Dne 11. června 2022 začalo natáčení filmu The Hunger Games: The Ballad of Songbirds & Snakes. Film je adaptací knihy The Ballad of Songbirds and Snakes (česky Balada o ptácích a hadech) od Suzanne Collins a odehrává se 64 let před první knihou Hunger Games: Aréna smrti.

## Ocenění a nominace
| Ocenění                | Kategorie                                      | Nominovaný | Výsledek  |
| ---------------------- | ---------------------------------------------- | --- | --------- |
| Black Reel Awards      | objev roku                                     | Amandla Stenberg | nominace  |
| CMT Music Awards       | video roku: kolaborace                         | „Safe & Sound“ | nominace  |
| CMT Music Awards       | video roku                                     | „Safe & Sound“ | nominace  |
| Critics' Choice Awards | nejlepší herečka (akční film)                  | Jennifer Lawrenceová | vítězství |
| Empire Awards          | nejlepší ženský herecký výkon v hlavní roli    | Jennifer Lawrenceová | vítězství |
| Zlatý glóbus           | nejlepší píseň                                 | „Safe & Sound“ (Taylor Swift, Joy Williams, John Paul White, T-Bone Burnett)                                              | nominace  |
| Cena Grammy            | nejlepší píseň napsaná pro vizuální média      | "Safe & Sound" (Taylor Swift, Joy Williams, John Paul White, T-Bone Burnett)                                              | vítězství |
| Cena Grammy            | nejlepší píseň napsaná pro vizuální média      | „Abraham's Daughter“ (T Bone Burnett, Win Butler & Régine Chassagne)                                                      | nominace  |
| Kids' Choice Awards    | nejoblíbenější film                            | | vítězství |
| Kids' Choice Awards    | nejoblíbenější filmová herečka                 | Jennifer Lawrenceová | nominace  |
| Kids' Choice Awards    | nejoblíbenější nakopávač zadků (žena)          | Jennifer Lawrenceová | nominace  |
| Filmové ceny MTV       | nejlepší film                                  | | nominace  |
| Filmové ceny MTV       | nejlepší obsazení                              | Jennifer Lawrenceová, Josh Hutcherson, Liam Hemsworth, Elizabeth Banks, Alexander Ludwig, Woody Harrelson a Lenny Kravitz | nominace  |
| Filmové ceny MTV       | nejlepší herec                                 | Josh Hutcherson | vítězství |
| Filmové ceny MTV       | nejlepší herečka                               | Jennifer Lawrenceová | vítězství |
| Filmové ceny MTV       | nejlepší souboj                                | Jennifer Lawrenceová & Josh Hutcherson vs. Alexander Ludwig                                                               | vítězství |
| Filmové ceny MTV       | nejlepší hrdina                                | Jennifer Lawrenceová | nominace  |
| Filmové ceny MTV       | nejlepší polibek                               | Jennifer Lawrenceová a Josh Hutcherson                                                                                    | nominace  |
| Filmové ceny MTV       | nejlepší transfomrace                          | Elizabeth Banks | vítězství |
| Filmové ceny MTV       | objev roku                                     | Liam Hemsworth | nominace  |
| NAACP Image Awards     | nejlepší mužský herecký výkon ve vedlejší roli | Lenny Kravitz | nominace  |
| NAACP Image Awards     | nejlepší ženský herecký výkon ve vedlejší roli | Amandla Stenberg | nominace  |
| People's Choice Awards | nejoblíbenější film                            | | vítězství |
| People's Choice Awards | nejoblíbenější akční film                      | | vítězství |
| People's Choice Awards | nejoblíbenější filmový franšízing              | | vítězství |
| People's Choice Awards | tvář hrdinstvý                                 | Jennifer Lawrenceová | vítězství |
| People's Choice Awards | nejoblíbenější filmová herečka                 | Jennifer Lawrenceová | vítězství |
| People's Choice Awards | nejoblíbenější filmová chemie                  | Jennifer Lawrenceová, Josh Hutcherson a Liam Hemsworth                                                                    | vítězství |
| People's Choice Awards | nejoblíbenější fanouškové                      | Tributes | nominace  |
| Cena Saturn            | nejlepší sci-fi film                           | | nominace  |
| Cena Saturn            | nejlepší ženský herecký výkon v hlavní roli    | Jennifer Lawrenceová | vítězství |
| Teen Choice Awards     | nejlepší film (sci-fi/fantasy)                 | | vítězství |
| Teen Choice Awards     | nejlepší herec (sci-fi/fantasy)                | Josh Hutcherson | vítězství |
| Teen Choice Awards     | nejlepší herečka (sci-fi/fantasy)              | Jennifer Lawrenceová | vítězství |
| Teen Choice Awards     | nejvíce sexy muž                               | Liam Hemsworth | vítězství |
| Teen Choice Awards     | nejlepší filmová chemie                        | Jennifer Lawrenceová & Amandla Stenberg                                                                                   | vítězství |
| Teen Choice Awards     | nejlepší filmový polibek                       | Jennifer Lawrenceová & Josh Hutcherson                                                                                    | vítězství |
| Teen Choice Awards     | zloděj scén (muž)                              | Liam Hemsworth | vítězství |
| Teen Choice Awards     | zloděj scén (žena)                             | Elizabeth Banks | nominace  |
| Teen Choice Awards     | nejlepší filmový zloduch                       | Alexander Ludwig | vítězství |